# Paulina Vega
Paulina Vega Dieppa (Barranquilla, 15 de enero de 1993) es una modelo, empresaria, presentadora y reina de belleza colombiana, elegida Señorita Colombia 2013 y ganadora del concurso de belleza Miss Universo en 2014. Es la segunda mujer colombiana que gana dicho título luego de 56 años del triunfo de Luz Marina Zuluaga en el Miss Universo 1958.
Actualmente se desempeña como empresaria e imagen de marcas internacionales como BMW, Adidas, Falabella, Pantene entre otras. También ejerce como embajadora de Stop Hunger Now y ha sido presentadora del reality musical A otro nivel.

## Biografía
Nació en el 15 de enero de 1993 en Barranquilla, y es hija del cardiólogo Rodolfo Vega y de Laura Dieppa, y nieta del tenor Gastón Vega. Su abuela materna, Elvira Castillo, fue Señorita Atlántico y recibió el título de la tercera princesa nacional en el Concurso Nacional de Belleza 1953. 
Estudió bachillerato en los colegios privados Colegio Karl C. Parrish y Colegio Alemán de Barranquilla, pero finalizó sus estudios secundarios en el colegio Andino-Deutsche Schule de Bogotá. Habla fluidamente español, inglés, alemán y francés. A los 19 años comenzó a estudiar Administración de Empresas en la Pontificia Universidad Javeriana de Bogotá, pero tuvo que suspenderlos por sus compromisos como reina de belleza.

## Participación en concursos de belleza

### Señorita Colombia 2013-2014
Representó al departamento del Atlántico en el Concurso Nacional de Belleza de Colombia en su edición de 2013. Durante el certamen, obtuvo los títulos de Mejor Traje Artesanal y Cuerpo Favorito, premios entregados en actividades previas a la gala de elección y coronación. Finalmente, fue elegida como Señorita Colombia 2013-2014, siendo la undécima corona nacional obtenida por el departamento del Atlántico.

### Miss Universo 2014
Como parte de sus funciones como Señorita Colombia, participó en la edición número 63 del certamen Miss Universo, correspondiente al año 2014, el cual se realizó el 25 de enero de 2015 en Doral, Florida, Estados Unidos. Vega fue considerada una de las favoritas durante toda la competencia y resultó ganadora entre 87 candidatas de distintos países y territorios autónomos.
Como Miss Universo, asistió a eventos de coronación en diversos países como Indonesia y Estados Unidos. Durante su año de reinado, realizó giras y visitas oficiales a países como Francia, Italia, Canadá, Colombia, Chile, Ecuador, Kazajistán, China, India y Bahamas.
Además de participar en actividades sociales y comerciales, se destacó por su alta popularidad en redes sociales, siendo una de las Miss Universo con mayor número de seguidores en Instagram, superando los dos millones durante su reinado.
Es la segunda colombiana en obtener el título de Miss Universo, después de Luz Marina Zuluaga en Miss Universo 1958.

## Trayectoria
Tras finalizar su año de reinado como Miss Universo, Paulina Vega fue nombrada Embajadora Mundial para la Seguridad Alimentaria por la organización internacional sin ánimo de lucro Stop Hunger Now (en español, Paremos el Hambre Ya), con el propósito de apoyar campañas globales contra la desnutrición. En 2016, incursionó en la televisión colombiana como presentadora del programa musical A otro nivel, transmitido por Caracol Televisión, en el que acompañó a los participantes durante las distintas etapas del concurso.
Vega también ha desarrollado una carrera como modelo y figura publicitaria. Ha sido imagen de reconocidas marcas internacionales como Falabella, Adidas, Pantene, Levi's y, más recientemente, de la firma automotriz alemana BMW. Su presencia en redes sociales la ha consolidado como una de las Miss Universo latinas más populares y seguidas a nivel global.

## Filmografía
| Año       | Título                       | Rol                    | Canal              | Ref    |
| --------- | ---------------------------- | ---------------------- | ------------------ | ------ |
| 2022      | Cómo sobrevivir soltero      | Actriz                 | Amazon Prime Video | [ 12 ] |
| 2021      | Miss Universe 2020           | Presentadora backstage | Telemundo          | [ 13 ] |
| 2020-2021 | A otro nivel                 | Presentadora           | Caracol Televisión | [ 14 ] |
| 2019      | Viña del Mar 2019: La Previa | Presentadora           | Fox Channel        | [ 15 ] |
| 2017      | A otro nivel                 | Presentadora           | Caracol Televisión | [ 16 ] |
| 2016      | A otro nivel                 | Presentadora           | Caracol Televisión | [ 17 ] |

## Premios y nominaciones

### Premios India Catalina
| Año  | Categoría                                            | Programa     | Resultado |
| ---- | ---------------------------------------------------- | ------------ | --------- |
| 2018 | Mejor presentador(a) de programas de entretenimiento | A otro nivel | Nominada  |
| 2021 | Mejor presentador(a) de programas de entretenimiento | A otro nivel | Ganadora  |

### Produ Awards[18]
| Año  | Categoría                | Programa     | Resultado |
| ---- | ------------------------ | ------------ | --------- |
| 2018 | Mejor Presentadora de TV | A otro nivel | Nominada  |
| 2020 | Mejor Presentadora de TV | A otro nivel | Ganadora  |

### Concursos de Belleza
| Predecesor: · Gabriela Isler · Venezuela | Miss Universo 2014            | Sucesor: Pia Wurtzbach Filipinas |
| Predecesor: Lucía Aldana                 | Señorita Colombia 2013        | Sucesor: Ariadna Gutiérrez       |
| Predecesor: Yuliana Mejía                | Señorita Atlántico 2013       | Sucesor: Mayra de León           |
| Predecesor: Luz Marina Zuluaga           | Miss Universo Colombiana 2014 | Sucesor: TBA                     |